# Volby do Evropského parlamentu na Slovensku 2024
Volby do Evropského parlamentu 2024 se na Slovensku uskutečnily v sobotu 8. června v rámci celoevropských voleb do Evropského parlamentu. Nově zvolený Evropský parlament má v 10. volebním období (2024–2029) celkem 720 mandátů, Slovensko v něm nově má 15 zástupců, což je o jednoho poslance více než v předchozím parlamentním cyklu.
Volby vyhrálo hnutí PS se ziskem 27,81 % hlasů, druhý skončil SMER-SD s 24,76 %, třetí bylo hnutí Republika s 12,53 %, čtvrtý skončil HLAS-SD se 7,18 % a posledním subjektem, který překročil 5% hranici, bylo hnutí KDH, které získalo 7,14 % hlasů.

## Předchozí volby
| Frakce EP                  | Frakce EP                                          | Mandáty | Strany            | Strany                        | Mandáty                              | Poslanci                               |
| -------------------------- | -------------------------------------------------- | ------- | ----------------- | ----------------------------- | ------------------------------------ | -------------------------------------- |
|                            | Evropská lidová strana (EPP)                       | 4/14    |                   | Kresťanskodemokratické hnutie | 2                                    | Miriam Lexmann Ivan Štefanec           |
|                            | Evropská lidová strana (EPP)                       | 4/14    | Slovensko         | 1                             | Peter Pollák                         |                                        |
|                            | Evropská lidová strana (EPP)                       | 4/14    | Nezávislí         | 1                             | Vladimír Bilčík                      |                                        |
|                            | Obnova Evropy (RE)                                 | 4/14    |                   | Progresívne Slovensko         | 2                                    | Martin Hojsík Michal Wiezik            |
|                            | Obnova Evropy (RE)                                 | 4/14    | Nezávislí         | 2                             | Lucia Ďuriš Nicholsonová Jozef Mihál |                                        |
|                            | Pokrokové spojenectví socialistů a demokratů (S&D) | 1/14    |                   | Nezávislí                     | 1                                    | Róbert Hajšel                          |
|                            | Evropští konzervativci a reformisté (ECR)          | 1/14    |                   | Sloboda a Solidarita          | 1                                    | Eugen Jurzyca                          |
|                            | Nezařazení (NA)                                    | 4/14    |                   | SMER – sociálna demokracia    | 2                                    | Monika Beňová Katarína Roth Neveďalová |
|                            | Nezařazení (NA)                                    | 4/14    | Slovenský patriot | 1                             | Miroslav Radačovský                  |                                        |
|                            | Nezařazení (NA)                                    | 4/14    | Republika         | 1                             | Milan Uhrík                          |                                        |
| Celkem                     | Celkem                                             | Celkem  | Celkem            | Celkem                        | 14                                   |                                        |
| Zdroj: European Parliament |                                                    |         |                   |                               |                                      |                                        |

## Kandidáti
| Číslo | Kandidátní listina | Kandidátní listina                                                         | Lídr                | Fotografie |
| ----- | ------------------ | -------------------------------------------------------------------------- | ------------------- | ---------- |
| 1     |                    | Slovenský patriot                                                          | Miroslav Radačovský |            |
| 2     |                    | MySlovensko                                                                | Štefan Panenka      |            |
| 3     |                    | Demokrati                                                                  | Jaroslav Naď        |            |
| 4     |                    | Magyar Szövetség – Maďarská aliancia                                       | József Berényi      |            |
| 5     |                    | SDKÚ – DS – Slovenská demokratická a kresťanská únia – Demokratická strana | Branislav Rybárik   |            |
| 6     |                    | Spájame Občanov Slovenska – SOSK                                           | Libuška Nicholson   |            |
| 8     |                    | SPOLOČNE OBČANIA SLOVENSKA                                                 | Andrej Krajiček     |            |
| 9     |                    | Socialisti.sk                                                              | Artúr Bekmatov      |            |
| 10    |                    | Slovenská národná strana                                                   | Andrej Danko        |            |
| 11    |                    | Republika                                                                  | Milan Uhrík         |            |
| 12    |                    | Slovenská ľudová strana Andreja Hlinku                                     | Jozef Sásik         |            |
| 13    |                    | SRDCE vlastenci a dôchodcovia – SLOVENSKÁ NÁRODNÁ JEDNOTA                  | Jozef Tokár         |            |
| 14    |                    | Kotlebovci – Ľudová strana Naše Slovensko                                  | Marian Kotleba      |            |
| 15    |                    | ZDRAVÝ ROZUM                                                               | Ján Baránek         |            |
| 16    |                    | Komunistická strana Slovenska                                              | Ján Chalabala       |            |
| 17    |                    | Kresťanská únia                                                            | Milan Krajniak      |            |
| 18    |                    | SMER – sociálna demokracia                                                 | Monika Beňová       |            |
| 19    |                    | Kresťanskodemokratické hnutie                                              | Miriam Lexmann      |            |
| 20    |                    | Sloboda a Solidarita                                                       | Richard Sulík       |            |
| 21    |                    | Progresívne Slovensko                                                      | Ľudovít Ódor        |            |
| 22    |                    | Koalice Slovensko, Za ľudí                                                 | Peter Pollák        |            |
| 23    |                    | HLAS – sociálna demokracia                                                 | Branislav Becík     |            |
| 24    |                    | Volt Slovensko                                                             | Lucia Kleštincová   |            |

### Odstoupení z voleb
Dne 30. května 2024 Pirátska strana – Slovensko odstoupila z voleb a podpořila stranu Demokrati.

## Předvolební průzkumy
| Agentura | Datum sbírání   | PS     | SMER-SD | HLAS-SD | Republika | KDH   | SaS   | SNS   | Slovensko a ZĽ | Alianca | Demokrati | ĽSNS  | SRDCE | ZR    | Ostatní |
| -------- | --------------- | ------ | ------- | ------- | --------- | ----- | ----- | ----- | -------------- | ------- | --------- | ----- | ----- | ----- | ------- |
| Agentura | Datum sbírání   |        |         |         |           |       |       |       |                |         |           |       |       |       | Ostatní |
| Ipsos    | březen 2024     | 24,6 5 | 26,7 5  | 11,8 2  | 6,4 1     | 8,2 2 | 4,6 0 | 4,8 0 | 4,9 0          | 2,4 0   | 2,3 0     | 2,1 0 | –     | –     | 1,2     |
| AKO      | 9.–16. 4. 2024  | 27,2 5 | 15,2 3  | 14,2 3  | 7,5 1     | 6,7 1 | 6,5 1 | 4,1 0 | 3,2 0          | 5,0 1   | 2,7 0     | 1,0 0 | 1,2 0 | –     | 4,0 0   |
| NMS      | 18.–21. 4. 2024 | 24,3 5 | 19,8 4  | 12,0 3  | 10,7 2    | 4,6 0 | 7,0 1 | 3,2 0 | 3,6 0          | 2,9 0   | 4,4 0     | 0,7 0 | 0,2 0 | 2,2 0 | 4,4 0   |
| AKO      | 7.–14. 5. 2024  | 25,6 4 | 17,6 3  | 14,4 3  | 8,5 2     | 7,0 1 | 6,7 1 | 5,2 1 | 2,7 0          | 3,7 0   | 3,4 0     | 1,0 0 | –     | 1,0 0 | 4,4 0   |
| Ipsos    | 14.–21. 5. 2024 | 23,5   | 24,4    | 10,3    | 9,0       | 7,1   | 5,7   | 4,0   | 5,3            | 4,8     | 3,4       | 1,7   | –     | –     | 0,6     |

## Výsledky

Výsledky v mandátech

| Název politického subjektu | Název politického subjektu                                                 | Hlasy   | Hlasy | Mandáty |
| Název politického subjektu | Název politického subjektu                                                 | Počet   | V %   | Mandáty |
| -------------------------- | -------------------------------------------------------------------------- | ------- | ----- | ------- |
|                            | Progresívne Slovensko                                                      | 410 844 | 27,81 | 6       |
|                            | SMER – sociálna demokracia                                                 | 365 794 | 24,76 | 5       |
|                            | Republika                                                                  | 185 137 | 12,53 | 2       |
|                            | HLAS – sociálna demokracia                                                 | 106 076 | 7,18  | 1       |
|                            | Kresťanskodemokratické hnutie                                              | 105 602 | 7,14  | 1       |
|                            | Sloboda a Solidarita                                                       | 72 703  | 4,92  | –       |
|                            | Demokrati                                                                  | 69 204  | 4,68  | –       |
|                            | Magyar Szövetség – Maďarská aliancia                                       | 57 350  | 3,88  | –       |
|                            | Koalice Slovensko, Za ľudí                                                 | 29 385  | 1,98  | –       |
|                            | Slovenská národná strana                                                   | 28 102  | 1,90  | –       |
|                            | ZDRAVÝ ROZUM                                                               | 13 867  | 0,93  | –       |
|                            | Kresťanská únia                                                            | 9 313   | 0,63  | –       |
|                            | Kotlebovci – Ľudová strana Naše Slovensko                                  | 7 103   | 0,48  | –       |
|                            | Slovenský patriot                                                          | 5 412   | 0,36  | –       |
|                            | Komunistická strana Slovenska                                              | 2 232   | 0,15  | –       |
|                            | Volt Slovensko                                                             | 1 923   | 0,13  | –       |
|                            | Socialisti.sk                                                              | 1 800   | 0,12  | –       |
|                            | SRDCE vlastenci a dôchodcovia – SLOVENSKÁ NÁRODNÁ JEDNOTA                  | 1 274   | 0,08  | –       |
|                            | MySlovensko                                                                | 1 214   | 0,08  | –       |
|                            | Spájame Občanov Slovenska – SOSK                                           | 1 143   | 0,07  | –       |
|                            | SPOLOČNE OBČANIA SLOVENSKA                                                 | 588     | 0,03  | –       |
|                            | Slovenská ľudová strana Andreja Hlinku                                     | 486     | 0,03  | –       |
|                            | SDKÚ – DS – Slovenská demokratická a kresťanská únia – Demokratická strana | 416     | 0,02  | –       |